# Trente-trois Kannon d'Owari

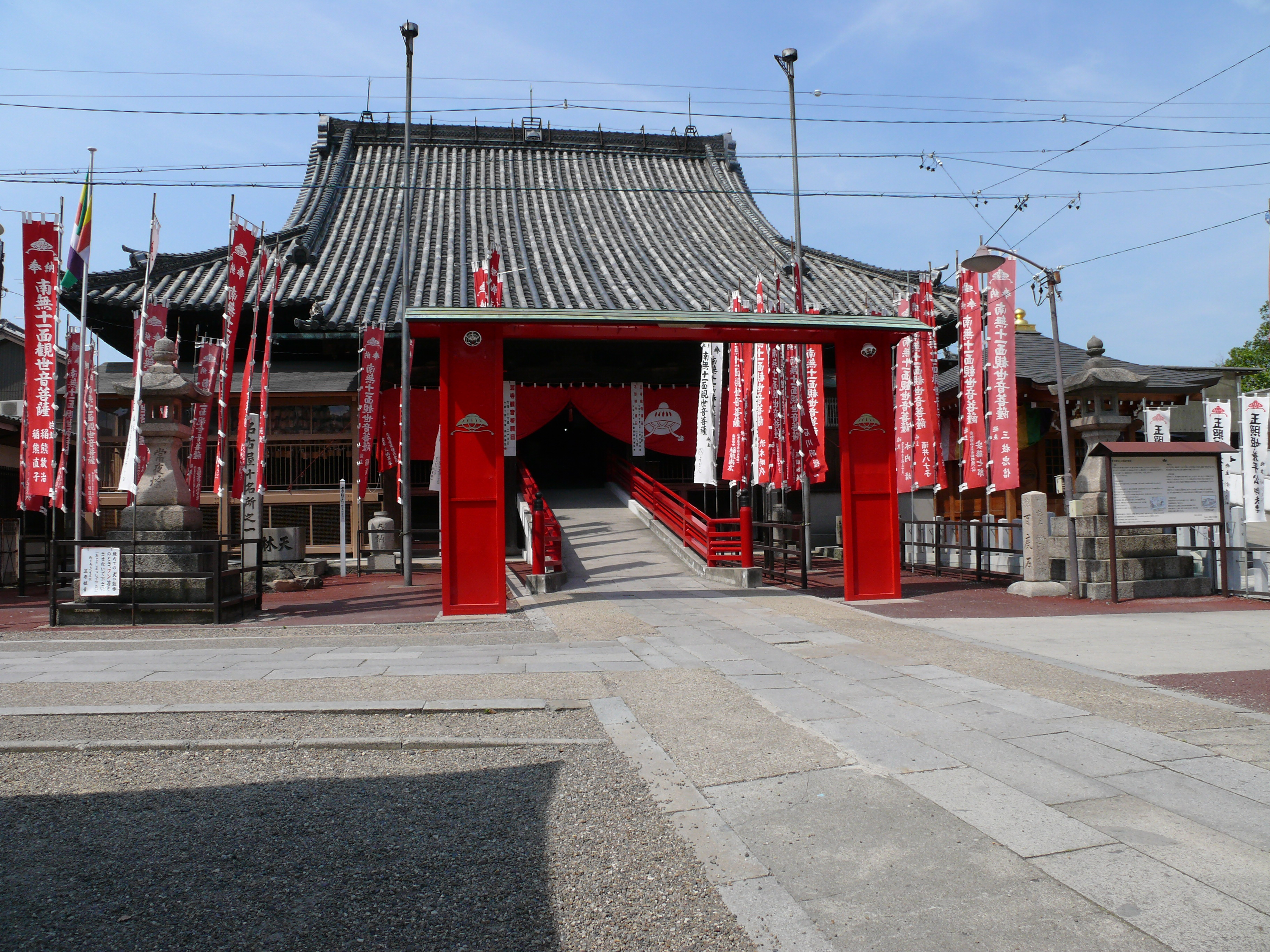
Ryūfuku-ji

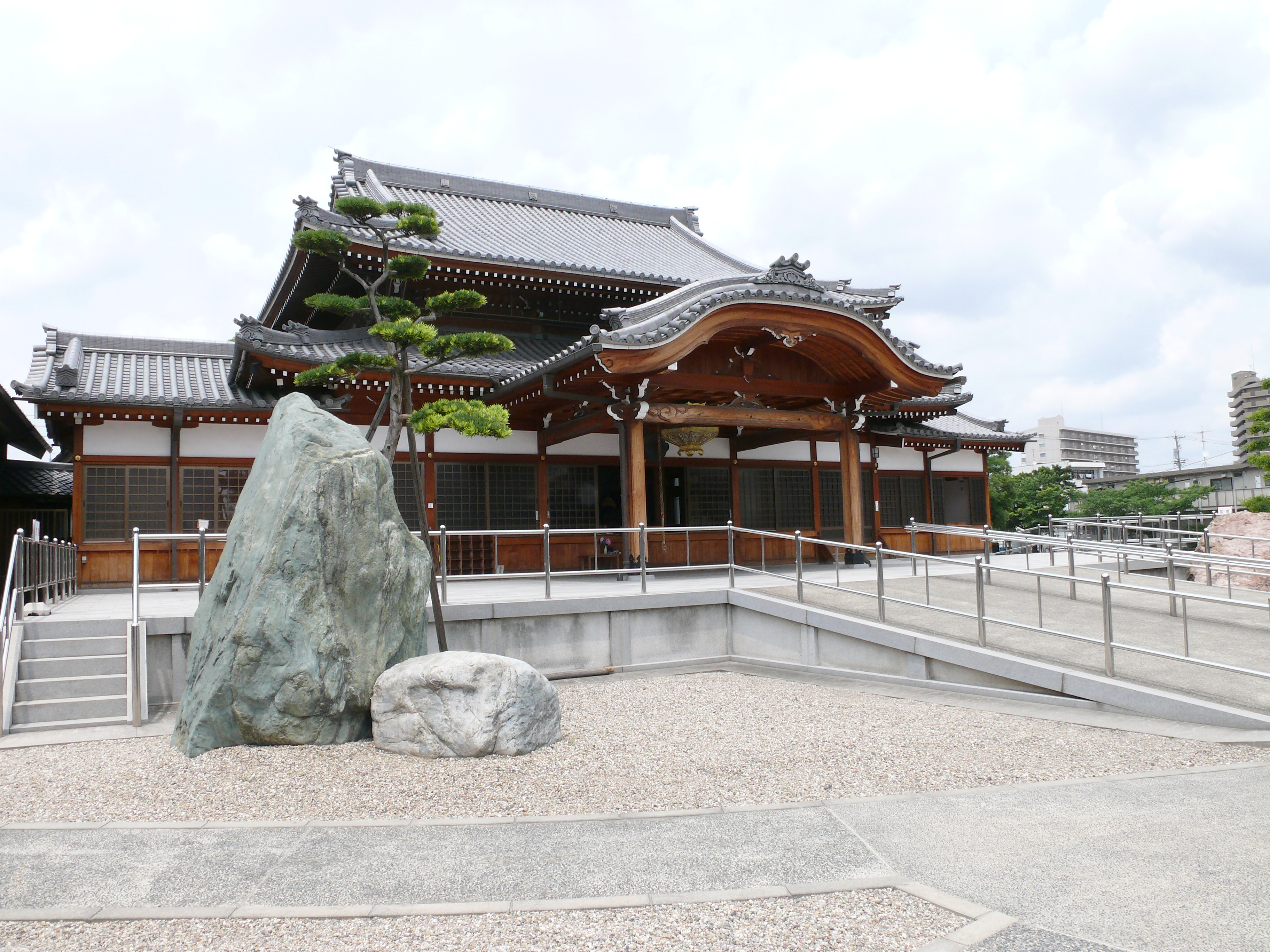
Kannon-ji

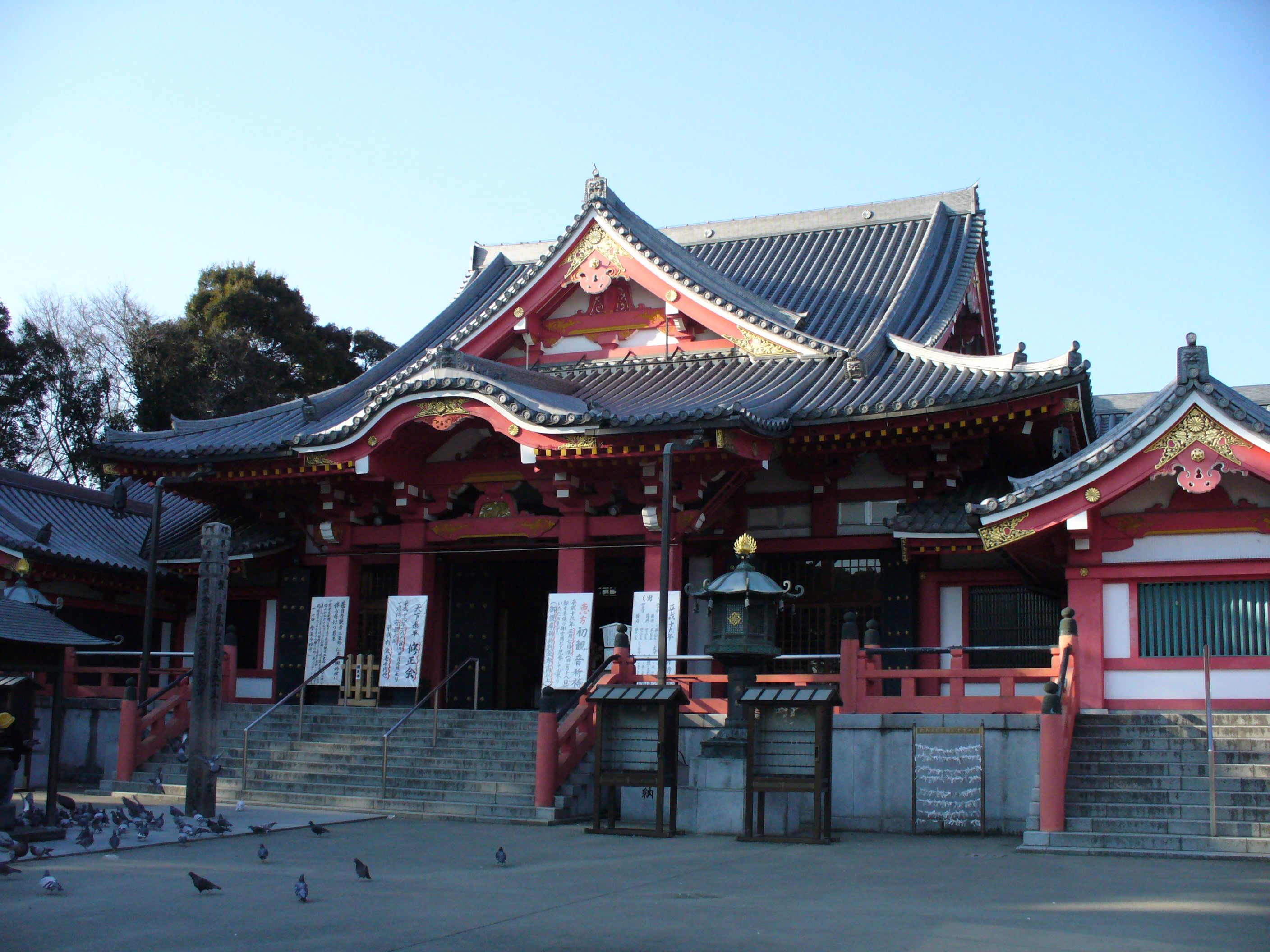
Jimoku-ji

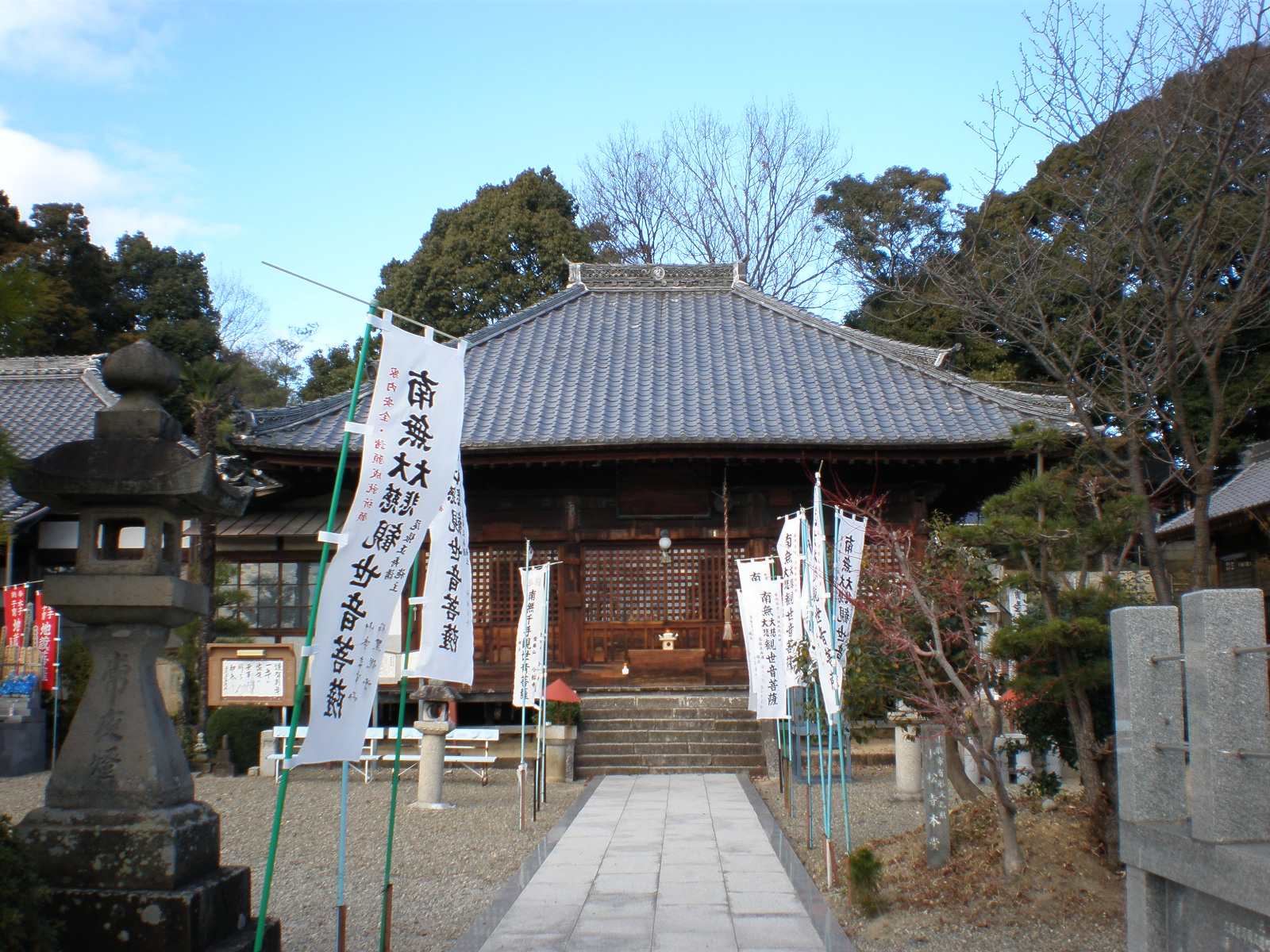
Komatsu-ji

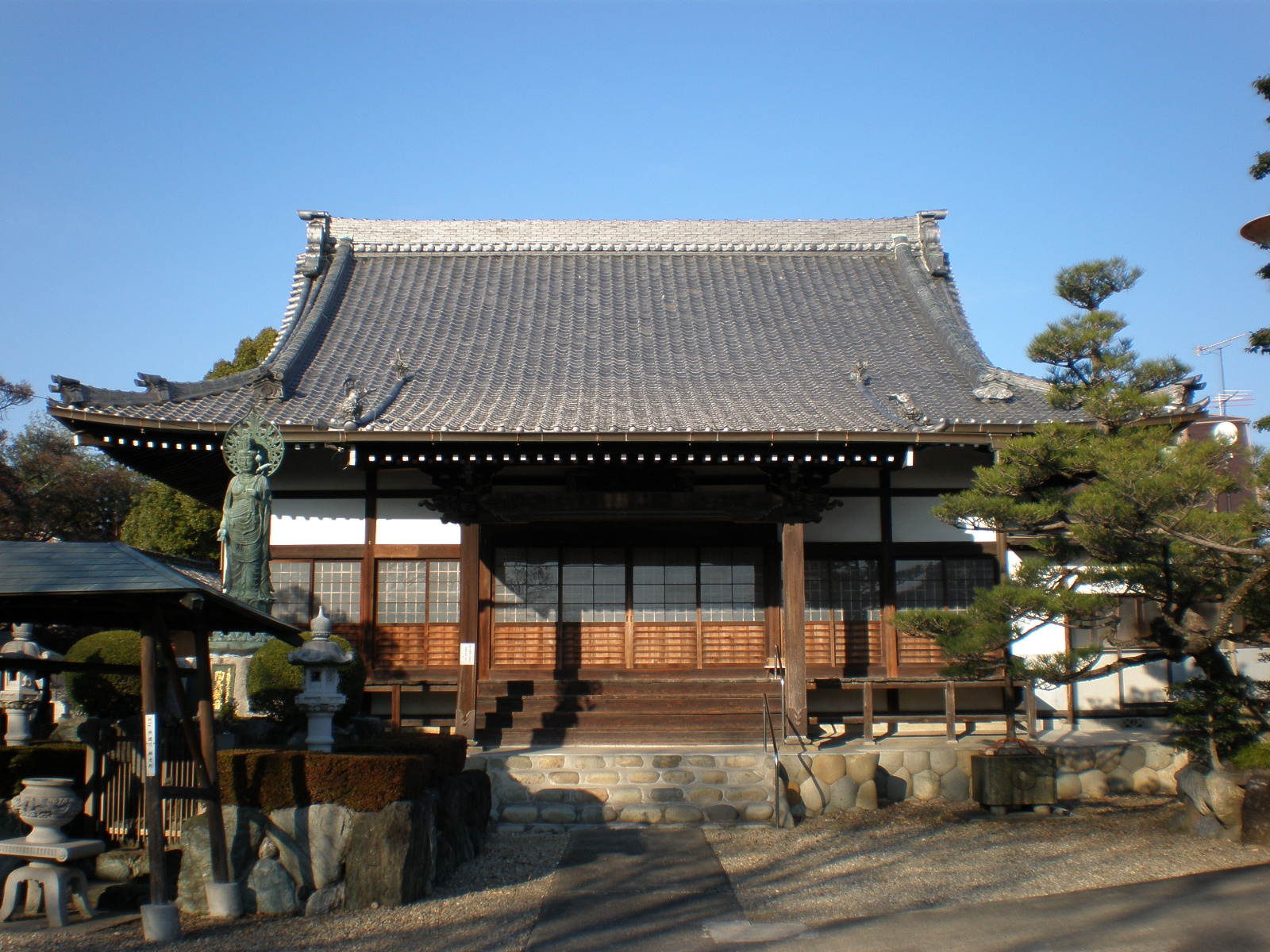
Tōshō-in

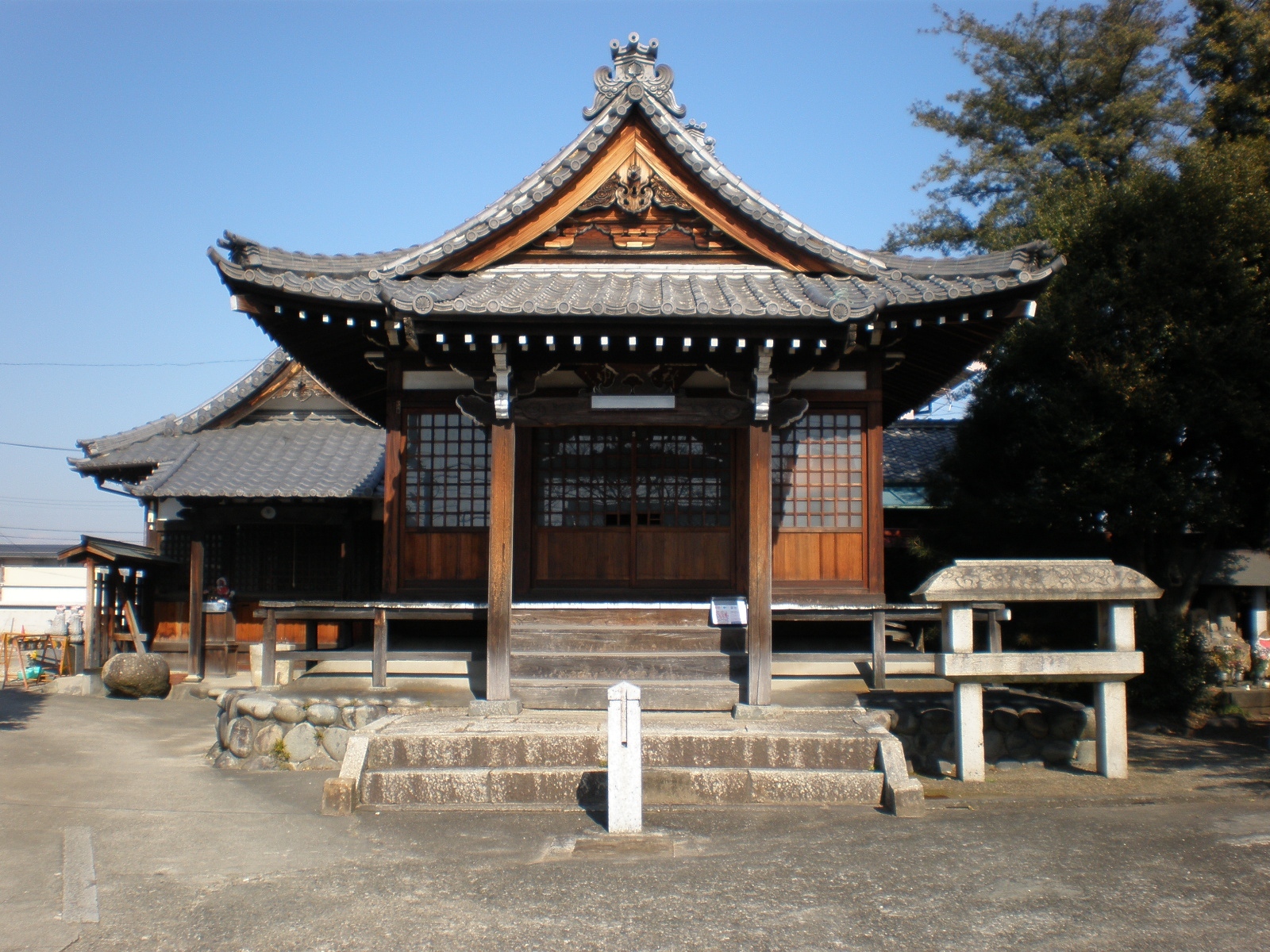
Gyokurin-ji

Les trente-trois Kannon d'Owari (尾張三十三観音, Owari Sanjūsan Kannon) sont une succession de temples bouddhistes dans l'ouest de la préfecture d'Aichi au Japon, tous consacrés au bodhisattva Avalokitesvara. Le nom provient de la province d'Owari, ancien nom de la région. La liste a été créée en 1955.

## Les trente-trois Kannon
| N°. | Nom                        | Japonais | Sangō       | Secte           | Emplacement |
| --- | -------------------------- | -------- | ----------- | --------------- | ----------- |
| 1   | Hōshō-in/Ōsu Kannon        | 宝生院   | Kitano-san  | Shingon         | Nagoya      |
| 2   | Chōei-ji                   | 長栄寺   | Kōshō-san   | Sōtō            | Nagoya      |
| 3   | Ryūfuku-ji/Kasadera Kannon | 笠覆寺   | Tenrin-zan  | Shingon         | Nagoya      |
| 4   | Chōraku-ji                 | 長楽寺   | Inari-san   | Sōtō            | Nagoya      |
| 5   | Fumon-ji                   | 普門寺   |             | Sōtō            | Ōbu         |
| 6   | Tōun-in                    | 洞雲院   |             | Sōtō            | Agui        |
| 7   | Iwada-dera                 | 岩屋寺   | Daihi-san   | Owaritakano-san | Minamichita |
| 8   | Ōmidō-ji                   | 大御堂寺 | Kakurin-zan | Shingon         | Mihama      |
| 9   | Sainen-ji                  | 斉年寺   |             | Sōtō            | Tokoname    |
| 10  | Daichi-in                  | 大智院   |             | Shingon         | Chita       |
| 11  | Kannon-ji                  | 観音寺   |             | Shingon         | Tōkai       |
| 12  | Kannon-ji                  | 観音寺   |             | Tendai          | Nagoya      |
| 13  | Ryūshō-in                  | 龍照院   |             | Shingon         | Kanie       |
| 14  | Daiji-in                   | 大慈院   |             | Sōtō            | Yatomi      |
| 15  | Kōsai-ji                   | 広済寺   |             | Sōtō            | Ama         |
| 16  | Jimoku-ji                  | 甚目寺   |             | Shingon         | Ama         |
| 17  | Mantoku-ji                 | 萬徳寺   |             | Shingon         | Inazawa     |
| 18  | Ryūtan-ji                  | 龍潭寺   |             | Sōtō            | Iwakura     |
| 19  | Keirin-ji                  | 桂林寺   |             | Sōtō            | Ōguchi      |
| 20  | Jakkō-in                   | 寂光院   | Tsugao-zan  | Shingon         | Inuyama     |
| 21  | Komatsu-ji                 | 小松寺   |             | Shingon         | Komaki      |
| 22  | Tōshō-in                   | 陶昌院   |             | Sōtō            | Komaki      |
| 23  | Gyokurin-ji                | 玉林寺   |             | Sōtō            | Komaki      |
| 24  | Ryūon-ji                   | 龍音寺   |             | Jōdokyō         | Komaki      |
| 25  | Ryūsen-ji                  | 龍泉寺   | Shōtō-zan   | Tendai          | Nagoya      |
| 26  | Hōsen-ji                   | 宝泉寺   |             | Sōtō            | Seto        |
| 27  | Keishō-in                  | 慶昌院   |             | Sōtō            | Seto        |
| 28  | Chōbo-ji                   | 長母寺   |             | Rinzai          | Nagoya      |
| 29  | Kyūkoku-ji                 | 久国寺   |             | Sōtō            | Nagoya      |
| 30  | Zenpuku-in                 | 善福院   |             | Shingon         | Nagoya      |
| 31  | Jufuku-in                  | 聚福院   |             | Sōtō            | Nagakute    |
| 32  | Butchi-in                  | 仏地院   |             | Sōtō            | Nagoya      |
| 33  | Kōshō-ji                   | 興正寺   |             | Shingon         | Nagoya      |

## Cent kannon de Tōkai
Les trente-trois Kannon d'Owari associés aux trente-trois Kannon de Mino à l'ouest de la préfecture de Gifu, aux trente-trois Kannon de Mikawa à l'est de la préfecture d'Aichi et au Toyokawa Inari forment les cent Kannon de Tōkai